# Carolco Pictures
Carolco Pictures, Inc. — независимая американская кинокомпания, известная производством фильмов «Терминатор 2: Судный день», «Универсальный солдат», «Вспомнить всё» и серией «Рэмбо». Обанкротилась в декабре 1995 года после выпуска неудачных картин «Шоугёлз» и «Остров головорезов».
Компанию основали Марио Кассар и Эндрю Вайна в 1976 году — годом ранее они встретились на Каннском кинофестивале. По словам Кассара, название «Carolco» они купили у несуществовавшей к тому времени компании из Панамы, и оно ничего не значит. Одним из её первых фильмов был боевик «Первая кровь» (1982), после которого вышел сиквел «Рэмбо 2». Сильвестр Сталлоне, сыгравший в них главную роль, подписал контракт на участие в десяти фильмах. В 1991 году вышел фильм «Терминатор 2: Судный день», ставший наиболее успешной лентой компании за всю её историю.
После провала в прокате «Шоугёлз» и «Острова головорезов» в декабре 1995 года Carolco стала банкротом и прекратила деятельность.
Спустя несколько лет имя и логотип Carolco приобрел кинопродюсер Александр Бафер. 20 января 2015 года Бафер переименовал свою продюсерскую компанию Brick Top Productions в Carolco Pictures. Затем Бафер нанял Марио Кассара в качестве руководителя по развитию новой Carolco. Однако 7 апреля 2016 года было объявлено, что и Бафер, и Кассар покинули компанию, причем Кассар забрал с собой один из запланированных проектов Carolco - ремейк японского фильма ужасов 1999 года Audition, который он продюсировал. Инвестор Тарек Киршен был назначен генеральным директором Carolco. В 2017 году StudioCanal и Carolco достигли соглашения, согласно которому StudioCanal получит единоличный контроль над названием и логотипом Carolco, а компания Carolco Pictures будет переименована в Recall Studios. Это соглашение урегулировало судебный спор по поводу знака Carolco, возбужденный StudioCanal. Соглашение вступило в силу 29 ноября того же года.

## Фильмы
- 1982 — Рэмбо: Первая кровь / First Blood
- 1985 — Рэмбо 2 / First Blood Part II
- 1987 — Сердце Ангела / Angel Heart
- 1987 — Все меры предосторожности / Extreme Prejudice
- 1988 — Железный орёл 2 / Iron Eagle II
- 1988 — Глубинная звезда номер 6 / DeepStar Six
- 1988 — Рэмбо III / Rambo III
- 1988 — Красная жара / Red Heat
- 1989 — Взаперти / Lock Up
- 1989 — Красавчик Джонни / Johnny Handsome
- 1989 — Пища богов 2 / Food of the Gods II
- 1989 — Музыкальная шкатулка / Music Box
- 1990 — Лунные горы / Mountains of the Moon
- 1990 — Вспомнить всё / Total Recall
- 1990 — Узкая грань / Narrow Margin
- 1990 — Эйр Америка / Air America
- 1990 — Лестница Иакова / Jacob’s Ladder
- 1991 — Лос-анджелесская история / L.A. Story
- 1991 — Дорз / The Doors
- 1991 — Терминатор 2: Судный день / Terminator 2: Judgment Day
- 1992 — Основной инстинкт / Basic Instinct
- 1992 — Чаплин / Chaplin
- 1992 — Универсальный солдат / Universal Soldier
- 1993 — Скалолаз / Cliffhanger
- 1994 — Звёздные врата /Stargate
- 1995 — Последний из племени людей-псов / Last of the Dogmen
- 1995 — Остров головорезов / Cutthroat Island
- 1995 — Шоугёлз / Showgirls